# Radu Negru
Radu Negru (n.1269 - siglo XIV) fue un príncipe rumano del siglo XIII, también llamado voivoda Radu. Fue un gobernador legendario de la región de Valaquia. Según las tradiciones rumanas, Radu habría sido el fundador y gobernador del principado de Valaquia hacia 1290. Es verosímil, dado que el reino de Hungría había obligado a toda la nobleza, incluida la de Transilvania a abrazar la fe católica, lo que pudo haber determinado que los potentados rumanos buscasen nuevas tierras.
Conforme a la leyenda, Radu habría llegado a Valaquia tras cruzar los montes Cárpatos en dirección sur. Algunos historiadores relacionan a Negru con los caballeros de la Orden Teutónica, llamados por los reyes húngaros para que se asentasen en el sur de Transilvania. La leyenda fue, por primera vez, mencionada en los Annales de Cantacuzino (siglo XVII), que afirman que Radu ordenó levantar grandes iglesias en Câmpulung y en Curtea de Arges, capitales sucesivas de Valaquia. No obstante, es probable que haya una confusión de este personaje con Radu I de Valaquia, que reinó de 1377 a 1383. La leyenda de Mesterul Manole también menciona a Radu como promotor del monasterio de Curtea de Arges y mezcla su historia con Neagoe de Besarabia, que gobernó mucho después que Radu I.
El nombre Radu deriva del eslavo, y significa alegría. Vintilă Horia trató su historia en su obra El caballero de la resignación.